# Nationalliga A w piłce siatkowej mężczyzn
Nationalliga A — najwyższa w hierarchii klasa męskich ligowych rozgrywek siatkarskich w Szwajcarii, założona w 1957 roku. Rywalizacja w niej toczy się co sezon — systemem ligowym wraz z fazą play-off — o tytuł mistrza Szwajcarii. Za jej prowadzenie odpowiada Szwajcarski Związek Piłki Siatkowej (fr. Swiss Volley). 
Drużyny które nie utrzymały się w lidze relegowane są do Nationalliga B.

## Medaliści
| Sezon     | 1. miejsce                                                   | 2. miejsce                                                   | 3. miejsce                                                   |
| --------- | ------------------------------------------------------------ | ------------------------------------------------------------ | ------------------------------------------------------------ |
| 1957      | EOS Lausanne                                                 | Université de Genève                                         | Genève VB                                                    |
| 1958      | Université de Genève                                         | EOS Lausanne                                                 | ETH Zürich                                                   |
| 1959      | EOS Lausanne                                                 |                                                              |                                                              |
| 1960      | EOS Lausanne                                                 | Star VBC                                                     | Université de Genève                                         |
| 1961      | Servette VB                                                  | Star VBC                                                     | EOS Lausanne                                                 |
| 1962      | Servette VB                                                  |                                                              |                                                              |
| 1963      | Servette VB                                                  |                                                              |                                                              |
| 1964      | Servette VB                                                  |                                                              |                                                              |
| 1964/1965 | Servette VB                                                  |                                                              |                                                              |
| 1965/1966 | Servette VB                                                  | Star VBC                                                     | Spada Academica                                              |
| 1966/1967 | Servette VB                                                  |                                                              |                                                              |
| 1967/1968 | Star VBC                                                     |                                                              |                                                              |
| 1968/1969 | Star VBC                                                     |                                                              |                                                              |
| 1969/1970 | Spada Academica                                              |                                                              |                                                              |
| 1970/1971 | Spada Academica                                              |                                                              |                                                              |
| 1971/1972 | Spada Academica                                              |                                                              |                                                              |
| 1972/1973 | Spada Academica                                              |                                                              |                                                              |
| 1973/1974 | Servette VB                                                  |                                                              |                                                              |
| 1974/1975 | VBC Biel                                                     |                                                              |                                                              |
| 1975/1976 | VBC Biel                                                     |                                                              |                                                              |
| 1976/1977 | VBC Voléro Zurych                                            |                                                              |                                                              |
| 1977/1978 | VBC Biel                                                     |                                                              |                                                              |
| 1978/1979 | VBC Biel                                                     |                                                              |                                                              |
| 1979/1980 | VBC Biel                                                     |                                                              |                                                              |
| 1980/1981 | VBC Servette Star-Onex                                       | Lausanne UC                                                  |                                                              |
| 1981/1982 | VBC Servette Star-Onex                                       | Lausanne UC                                                  |                                                              |
| 1982/1983 | Lausanne UC                                                  |                                                              |                                                              |
| 1983/1984 | Chênois Genève Volleyball                                    | Lausanne UC                                                  |                                                              |
| 1984/1985 | Leysin VBC                                                   | Lausanne UC                                                  |                                                              |
| 1985/1986 | Leysin VBC                                                   |                                                              |                                                              |
| 1986/1987 | Leysin VBC                                                   | Lausanne UC                                                  |                                                              |
| 1987/1988 | Leysin VBC                                                   |                                                              | Lausanne UC                                                  |
| 1988/1989 | Leysin VBC                                                   |                                                              | Lausanne UC                                                  |
| 1989/1990 | Leysin VBC                                                   | Lausanne UC                                                  |                                                              |
| 1990/1991 | Lausanne UC                                                  |                                                              |                                                              |
| 1991/1992 | Lausanne UC                                                  |                                                              |                                                              |
| 1992/1993 | Lausanne UC                                                  |                                                              |                                                              |
| 1993/1994 | Lausanne UC                                                  | MTV Näfels                                                   |                                                              |
| 1994/1995 | Lausanne UC                                                  | MTV Näfels                                                   |                                                              |
| 1995/1996 | Chênois Genève Volleyball                                    | MTV Näfels                                                   | Lausanne UC                                                  |
| 1996/1997 | Chênois Genève Volleyball                                    | MTV Näfels                                                   |                                                              |
| 1997/1998 | MTV Näfels                                                   | Chênois Genève Volleyball                                    | Lausanne UC                                                  |
| 1998/1999 | Concordia MTV Näfels                                         | Chênois Genève Volleyball                                    | Lausanne UC                                                  |
| 1999/2000 | Concordia MTV Näfels                                         | Lausanne UC                                                  | Chênois Genève Volleyball                                    |
| 2000/2001 | Concordia MTV Näfels                                         | Chênois Genève Volleyball                                    | Lausanne UC                                                  |
| 2001/2002 | Chênois Genève Volleyball                                    | Concordia MTV Näfels                                         | TV Amriswil                                                  |
| 2002/2003 | Concordia MTV Näfels                                         | Chênois Genève Volleyball                                    | TV Amriswil                                                  |
| 2003/2004 | Concordia MTV Näfels                                         | Chênois Genève Volleyball                                    | Lausanne UC                                                  |
| 2004/2005 | Concordia MTV Näfels                                         | Lausanne UC                                                  | TV Amriswil                                                  |
| 2005/2006 | Chênois Genève Volleyball                                    | TV Amriswil                                                  | SEAT Volley Näfels                                           |
| 2006/2007 | SEAT Volley Näfels                                           | TV Amriswil                                                  | Lausanne UC                                                  |
| 2007/2008 | Lausanne UC                                                  | TV Amriswil                                                  | Chênois Genève Volleyball                                    |
| 2008/2009 | TV Amriswil                                                  | Lausanne UC                                                  | SWICA Volley Münsingen                                       |
| 2009/2010 | Volley Amriswil                                              | Chênois Genève Volleyball                                    | Lausanne UC                                                  |
| 2010/2011 | SEAT Volley Näfels                                           | Chênois Genève Volleyball                                    | Lausanne UC                                                  |
| 2011/2012 | Chênois Genève Volleyball                                    | PV Lugano                                                    | SEAT Volley Näfels                                           |
| 2012/2013 | EN Gas & Oil Lugano                                          | Volley Amriswil                                              | TV Schönenwerd                                               |
| 2013/2014 | Energy Investments Lugano                                    | TV Schönenwerd                                               | Lausanne UC                                                  |
| 2014/2015 | Dragons Lugano                                               | Lausanne UC                                                  | Biogas Volley Näfels                                         |
| 2015/2016 | Volley Amriswil                                              | Lausanne UC                                                  | Biogas Volley Näfels                                         |
| 2016/2017 | Volley Amriswil                                              | Biogas Volley Näfels                                         | TV Schönenwerd                                               |
| 2017/2018 | Lausanne UC                                                  | Biogas Volley Näfels                                         | Volley Amriswil                                              |
| 2018/2019 | Lausanne UC                                                  | Lindaren Volley Amriswil                                     | Volley Schönenwerd                                           |
| 2019/2020 | Ze względu na pandemię COVID-19 rozgrywki zostały przerwane. | Ze względu na pandemię COVID-19 rozgrywki zostały przerwane. | Ze względu na pandemię COVID-19 rozgrywki zostały przerwane. |
| 2020/2021 | Chênois Genève Volleyball                                    | Lindaren Volley Amriswil                                     | Volley Schönenwerd                                           |
| 2021/2022 | Lindaren Volley Amriswil                                     | Chênois Genève Volleyball                                    | Volley Schönenwerd                                           |
| 2022/2023 | Volley Schönenwerd                                           | Lindaren Volley Amriswil                                     | Volley Näfels                                                |
| 2023/2024 | Volley Schönenwerd                                           | Volley Amriswil                                              | Lausanne UC                                                  |
| 2024/2025 | Volley Amriswil                                              | Volley Schönenwerd                                           | Volley Näfels                                                |